# Stenomantispa reinhardi
Stenomantispa reinhardi är en insektsart som först beskrevs av Hermann Stitz 1913.  Stenomantispa reinhardi ingår i släktet Stenomantispa och familjen fångsländor. Inga underarter finns listade i Catalogue of Life.